# Iglesia de la Purificación de Nuestra Señora (Echávarri-Urtupiña)
La iglesia de la Purificación de Nuestra Señora es un edificio situado en el concejo español de Echávarri-Urtupiña, en la provincia de Álava.

## Descripción
El edificio se encuentra en el concejo español de Echávarri-Urtupiña, del municipio de Barrundia, perteneciente a la provincia de Álava, en la comunidad autónoma del País Vasco. Se menciona como iglesia parroquial del lugar en el séptimo volumen del Diccionario geográfico-estadístico-histórico de España y sus posesiones de Ultramar de Pascual Madoz, donde aparece descrita con las siguientes palabras: «una igl. parr. (la Purificacion) servida por un beneficiado». En el tomo de la Geografía general del País Vasco-Navarro dedicado a Álava y escrito por Vicente Vera y López, se dice lo siguiente: «Su parroquia, dedicada á la Purificación, es de categoría rural de segunda y pertenece al arciprestazgo de Alegría».